# Hans Schulze (Künstler)
Hans Karl Rudolf Schulze (* 30. März 1904 in Dittersbach, Niederschlesien; † 7. September 1982 in Leipzig) war ein deutscher Maler, Grafiker, Kunstpädagoge sowie Hochschullehrer.

## Leben
Hans Schulze studierte von 1923 bis 1929 bei Alexander Kanoldt und Paul Holz Kunstpädagogik an der Staatlichen Akademie für Kunst und Kunstgewerbe Breslau. Von 1931 bis 1939 war er Zeichenlehrer in Reichenbach. Dann nahm er als Soldat der Wehrmacht am Zweiten Weltkrieg teil. Nach der Rückkehr aus der Kriegsgefangenschaft war er von 1946 bis 1948 wieder Kunsterzieher in Reichenbach. Seine Anstellung als Dozent für Kunstpädagogik erfolgte 1948 an der Pädagogischen Fakultät der Technischen Hochschule Dresden. Er wurde 1950 an das Institut für praktische Pädagogik der Universität Leipzig berufen. Ein Jahr später wurde er zum Fachrichtungsleiter für das Fach Kunsterziehung ernannt und begann mit dem Aufbau der Abteilung Kunsterziehung. 1952 gründete er das Institut für Kunsterziehung (heute Institut für Kunstpädagogik Leipzig) und promovierte 1955 mit dem Thema „Die Bewertung der Farbe als Mittel der bildnerischen Darstellung und zur Hervorhebung des Wesentlichen in der ästhetischen Literatur vorzugsweise Deutschlands von der Mitte des achtzehnten bis zu Beginn des neunzehnten Jahrhunderts“ zum Dr. phil. in Kunstpädagogik. Nach seiner Emeritierung 1969 setzte er seine Lehrtätigkeit an der Universität Leipzig bis 1982 fort.
Schulze hatte in der DDR eine bedeutende Anzahl von Einzelausstellungen und Ausstellungsbeteiligungen.
Im mitteldeutschen Raum war Hans Schulze ein bedeutender Künstler. Sein Werk ist Ausdruck von geistiger Unabhängigkeit und verschloss sich dem Diktat der zeitgenössischen Kunstströmungen. Seine eigenständige Position in der Auseinandersetzung mit existentiellen Fragen kommt in einer mythologischen Formensprache zum Ausdruck.
Schulze beeinflusste besonders in Leipzig Kunstpädagogen, Künstler und Kunsthistoriker.

## Werke (Auswahl)

### Tafelbilder
- Selbstbildnis (Tempera/Öl, 71,5 × 54 cm, 1934; Galerie Neue Meister Dresden)[5]
- Herstellung eines Baumes (Tempera/Öl, 1981)

### Druckgrafik
- Historia naturalis (Folge von Holzstichen, 1947)

### Zeichenkunst
- Bildnis Heinrich Ilgenfritz (Zeichenkohle und Kreide, um 1962)

### Kunstwissenschaftliche Publikationen
- Die grafischen Techniken in ihrer Bedingtheit durch die gesellschaftliche Entwicklung. Zentralhaus für Kulturarbeit, Leipzig, 1964
- Gesellschaftskritische Grafik des 19. und 20. Jahrhunderts. Zentralhaus für Kulturarbeit, Leipzig, 1965

## Ausstellungen (unvollständig)

### Einzelausstellungen
- 1947: Görlitz, Kaisertrutz
- 1979: Leipzig, Museum der Bildenden Künste (Gemälde, Zeichnungen, Druckgraphik)
- 1984: Leipzig, Hörsaalbau der Karl-Marx-Universität (Werke der letzten Jahre. Malerei, Zeichnung, Grafik)
- 1994: Kronach, Kreisbibliothek (Zeichnungen, Graphik)

- 2005: Stendal, Winckelmann-Museum („Metamorphose und Mythos. Hans Schulze – ein deutsches Malerschicksal im 20. Jahrhundert“)
- 2002: Leipzig, Ausstellungszentrum im Krochhochhaus („Hans Schulze. Künstler und Lehrer“)
- 2010: Schkeuditz, art kapella

### Ausstellungsbeteiligungen
- 1959 bis 1985; Leipzig, sieben Bezirkskunstausstellungen
- 1962/1963 und 1982/1983: Dresden, Fünfte Deutsche Kunstausstellung und IX. Kunstausstellung der DDR
- 1965: Leipzig, Museum der Bildenden Künste („500 Jahre Kunst in Leipzig“)
- 1977: Altenburg/Thüringen, Lindenau-Museum („Zeichnung im Bezirks Leipzig“)
- 1979: Altenburg/Thüringen, Lindenau-Museum („Radierung und Kupferstich im Bezirk Leipzig“)
- 1982: Leipzig, Museum der Bildenden Künste („Selbstbildnisse Leipziger Künstler“)
- 1984: Leipzig, Museum der bildenden Künste („Kunst in Leipzig 1949 -1984“)